# 五女山

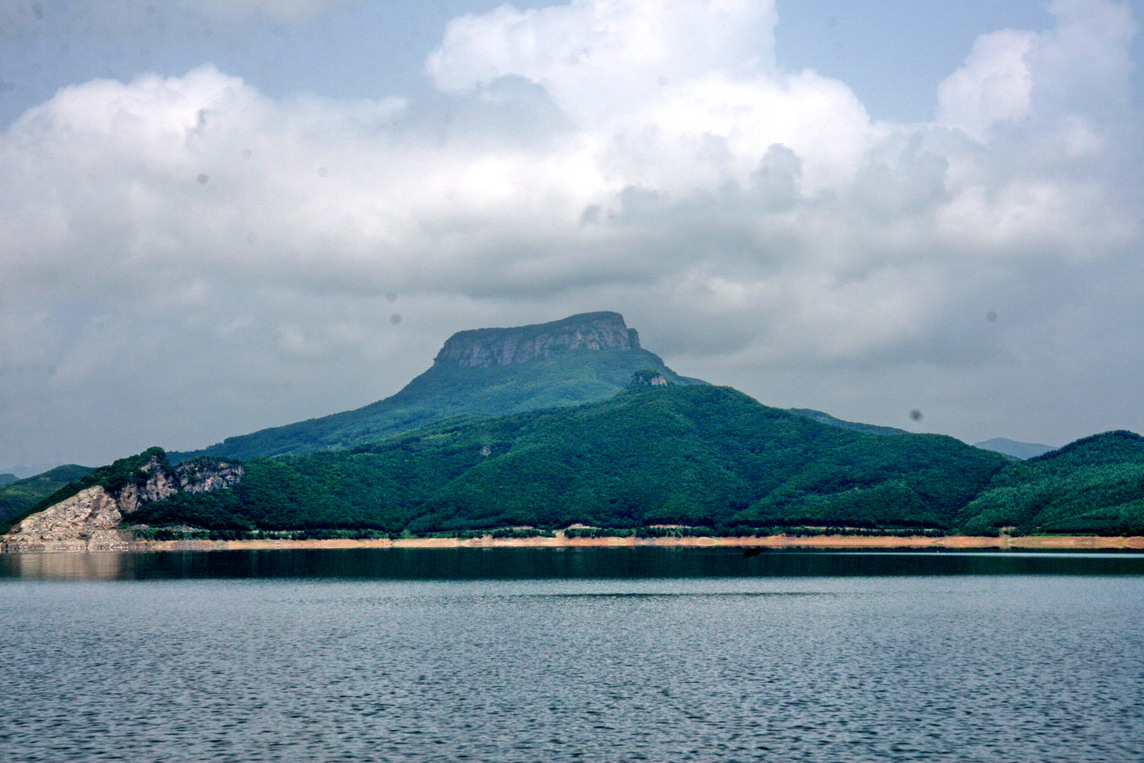
五女山を桓仁貯水池から見あげる。

五女山（ごじょさん、朝鮮語: 오녀산 ）は、中華人民共和国遼寧省本渓市桓仁満族自治県桓仁鎮の北に位置する歴史的、文化的に重要な山で、渾江の北西に位置している。最も高い峰は、高さ 821 メートルの五女山主峰で、長さ 1,500 メートル、幅 300 メートルの台形である。
五女山は高句麗の発祥の地であり、紀元前 37 年から西暦3年までその首都であった「卒本城」の場所である。高句麗王国にとっての歴史的重要性と卒本城の優れた建築と都市計画により、五女山は近くの丸都山城と国内城とともに「高句麗前期の都城と古墳」としてユネスコの世界遺産として登録された。

## 参照項目
- 高句麗
- 高句麗後期の古墳群